# Харинский Ручеёк
Харинский Ручеёк — посёлок в Шиловском районе Рязанской области в составе Тимошкинского сельского поселения.

## Географическое положение
Посёлок Харинский Ручеёк расположен на Окско-Донской равнине в 13 км к юго-востоку от пгт Шилово. Расстояние от посёлка до районного центра Шилово по автодороге — 19 км.
К северу от посёлка протекает ручей Харинский, впадающий в озеро Токсинское поймы реки Пары. В непосредственной близости расположены крупные лесные массивы и урочища Новь, Северная Посадка и Южная Посадка. Ближайший населённый пункт — посёлок Красная Ольховка.

## Население
| 2010 |
| ---- |
| 6    |

По данным переписи населения 2010 г. в посёлке Харинский Ручеёк постоянно проживают 6 чел.

## Происхождение названия
Название поселку Харинский Ручеёк дано по расположенному вблизи него ручью.

## История
В советское время в посёлке Харинский Ручеёк базировалось отделение колхоза «Пламя» (село Тимошкино). Во время Великой Отечественной войны в посёлке вместе со взрослыми напряжённо трудились и дети: ученики Харинской начальной школы пахали на бычках.

## Транспорт
Вдоль южной окраины поселка Харинский Ручеёк проходит автомобильная дорога федерального значения М-5 «Урал»: Москва — Рязань — Пенза — Самара — Уфа — Челябинск.